# Haplochromis limax
Haplochromis limax е вид лъчеперка от семейство Цихлиди (Cichlidae).

## Разпространение
Видът е разпространен в Демократична република Конго и Уганда.